# Drama (album Dječaka)
Drama je nastupni album hrvatskog hip hop sastava Dječaci, izašao 2008. godine.

## Popis pjesama
| Br. | Skladba                             | Trajanje |
| --- | ----------------------------------- | -------- |
| 1.  | »Kraljevi«                          | 7:00     |
| 2.  | »H323«                              | 3:32     |
| 3.  | »Kralj ribara«                      | 3:00     |
| 4.  | »Dinamit«                           | 3:40     |
| 5.  | »Kamiondžije«                       | 4:49     |
| 6.  | »Krek kuća feat. Neki tvrdi likovi« | 7:01     |
| 7.  | »Liu Kang«                          | 2:10     |
| 8.  | »Narodna«                           | 3:35     |
| 9.  | »Ne postoji dobar sretan kraj«      | 0:04     |
| 10. | »Noćna pjesma feat. Kid Rađa«       | 4:27     |
| 11. | »Meko sranje«                       | 3:35     |
| 12. | »Pleska«                            | 3:07     |
| 13. | »Punjene paprike«                   | 2:40     |
| 14. | »Truba feat. Kid Rađa«              | 4:29     |
| 15. | »Ubij se«                           | 5:08     |
| 16. | »The Govno«                         | 7:36     |

## Videospotovi
Snimljeni su spotovi za skladbe Liu Kang, Punjene paprike, Narodna, H323, Meko sranje, Kamiondžije i Kralj ribara.

## Nominacije i nagrade
Album Drama dobio je nagradu Zlatna Koogla za album godine i nagradu Indexi za hip hop album godine. Spot skladbe Kamiondžije nominiran je za Zlatnu Kooglu za spot godine.